# Dianne P. O’Leary
 Dianne Prost O’Leary (* 20. November 1951 in Chicago, Illinois, USA) ist eine amerikanische Mathematikerin, Informatikerin und Hochschullehrerin.  Sie ist Distinguished University Professor Emerita of Computer Science an der University of Maryland.

## Leben und Werk
O’Leary ist die Tochter von Raymond Joseph Prost. Sie studierte Mathematik an der Purdue University, wo sie 1972 einen Bachelor of Science erhielt und promovierte 1976 bei Gene H. Golub an der Stanford University mit der Dissertation Hybrid Conjugate Gradient Algorithms.
Sie arbeitete als Computer Programmiererin 1969 und 1970 in einem Datenverarbeitungsbüro und im Sommer 1971 in einem Universitätsrechenzentrum. Von 1975 bis 1979 war sie Assistenzprofessorin am Mathematics Department der University of Michigan. Anschließend war sie bis 2015 als mathematische Beraterin am National Institute of Standards and Technology (NIST) tätig. Gleichzeitig forschte sie an der University of Maryland bis 1982 als Assistenzprofessorin, bis 1988 als Associate Professorin und bis 2014 als Professorin im Computer Science Department. Seit 2014 ist sie Distinguished University Professor Emerita an der University of Maryland.
Ihre Forschung konzentriert sich auf Themen im Zusammenhang mit numerischer linearer Algebra, wissenschaftlichem Rechnen und Optimierung. Sie hat über 200 wissenschaftliche Publikationen und mehrere Bücher veröffentlicht und 25 Doktoranden betreut. Im April 2022 betrug ihr h-Index 53.

## Auszeichnungen und Ehrungen (Auswahl)
- 2005: Ehrendoktorwürde der University of Waterloo
- 2006: Fellow der Association for Computing Machinery
- 2008: Sonia Kovalevsky Lecturer der SIAM und der Association for Women in Mathematics[2]
- 2009: eine der ersten Fellows der Society for Industrial and Applied Mathematics (SIAM)

## Mitgliedschaften
- Society for Industrial and Applied Mathematics
- Association for Computing Machinery
- American Association for the Advancement of Science
- Association for Women in Mathematics
- Phi Beta Kappa

## Veröffentlichungen (Auswahl)
- Scientific Computing with Case Studies. Society for Industrial and Applied Mathematics, 2009, ISBN 978-0-89871-666-5.
- The block conjugate gradient algorithm and related methods. Linear Algebra and its Applications, Volume 29, 1980, S. 293–322.
- mit Misha E. Kilmer: G.W. Stewart: Selected Works with Commentaries - Contemporary Mathematicians. Birkhauser Boston Inc, 2010, ISBN 978-0-8176-4967-8.
- mit George Cybenko, Jorma Rissanen: The Mathematics of Information Coding, Extraction and Distribution - The IMA Volumes in Mathematics and its Applications 107. Springer-Verlag, New York Inc., 1998, ISBN 978-0-387-98665-4.
- Variable-Geometry Trusses: What's Your Angle? Computing in Science and Engineering, Volume 14, 2012, S. 76–79.
- More models of infection: it's epidemic. Computing in Science and Engineering, Volume, 2004, S. 70–72.